# Memoranda Verlag
Der Memoranda Verlag (Eigenschreibweise z. T. auch MEMORANDA) ist ein 2015 von Hardy Kettlitz zunächst als Imprint des Golkonda-Verlags gegründeter Verlag, der nach der Übernahme des Golkonda-Verlags durch den Europa-Verlag seit 2020 als eigenständiger Verlag mit Sitz in Berlin tätig ist.
Grund für die Herauslösung des Imprints waren wirtschaftliche Erwägungen des Europa-Verlags, die die Entscheidungsfreiheit bei Memoranda eingeschränkt hätten. Die Herauslösung erwies sich dabei als nicht allzu schwierig, da alle Rechte an den Titeln und an der Marke Memoranda schon bei Hardy Kettlitz lagen.
Im Jahr 2023 wurde das Imprint Carcosa Verlag gegründet.

## Verlagsprogramm
Memoranda ist auf Sachbücher, Romane und Erzählungen aus den Genres Science-Fiction, Fantasy und Phantastik spezialisiert.
Bei den Sachbüchern handelt es sich zum Teil um Einzelwerke, zum Teil beschäftigen sie sich in mehreren Bänden mit einem bestimmten Thema wie z. B. mit der Geschichte der deutschen Science Fiction in vier Bänden oder mit den Hugo-Awards in drei Bänden. Außerdem gibt es die Reihe SF Personality mit Biografien über Autorinnen und Autoren aus den genannten Genres, die Hardy Kettlitz vor Gründung von Memoranda schon seit dem Jahr 2000 im ehemaligen Berliner Shayol-Verlag herausgegeben hatte und bei Memoranda fortführt.
In den Bereich Romane und Erzählungen fällt unter anderem die Werkausgabe von Angela und Karlheinz Steinmüller, die ebenfalls schon im Shayol-Verlag gestartet worden war, bei Memoranda fortgeführt wird und Stand 2024 aus 14 Bänden besteht. Außerdem werden internationale Anthologien veröffentlicht, zum Beispiel Übersetzungen türkischer und koreanischer Science-Fiction.
Weitere Autorinnen und Autoren (Auswahl):
- Uwe Anton
- Kir Bulytschow
- Hans Frey
- Usch Kiausch
- Michael Marrak
- Charles Platt
- Erik Simon

## Auszeichnungen

### Für den Verlag selbst
- 2024: Deutscher Verlagspreis: Gütesiegel als herausragender Verlag, verbunden mit einer Prämie von 18.000 Euro.[3]

### Für vom Verlag veröffentlichte Werke
- 2021: Kurd-Laßwitz-Preis: Sonderpreis für einmalige herausragende Leistungen im Bereich der deutschsprachigen SF 2020 für Fortschritt und Fiasko – Die ersten 100 Jahre der deutschen Science Fiction und Aufbruch in den Abgrund – Deutsche Science Fiction zwischen Demokratie und Diktatur von Hans Frey[4]
- 2024: Kurd-Laßwitz-Preis: Bester deutschsprachiger Sachtext zur SF mit Erstausgabe von 2023 für Vision und Verfall – Deutsche Science Fiction in der DDR von Hans Frey[5]